# Aciculoconidium aculeatum
Aciculoconidium aculeatum är en svampart som först beskrevs av Phaff, M.W. Mill. & Shifrine, och fick sitt nu gällande namn av D.S. King & S.C. Jong 1976. Aciculoconidium aculeatum ingår i släktet Aciculoconidium, ordningen Saccharomycetales, klassen Saccharomycetes, divisionen sporsäcksvampar och riket svampar.   Inga underarter finns listade i Catalogue of Life.